# Hjalmar Bergman

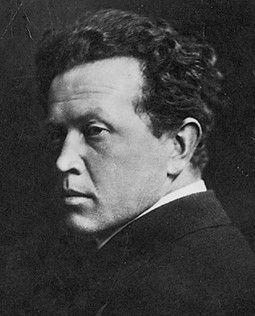
Hjalmar Bergman

Hjalmar Fredrik Elgérus Bergman (Örebro, 19 september 1883 – Berlijn, 1 januari 1931) was een Zweeds schrijver, dramaturg en scriptwriter.

## Leven en werk
Bergman was de zoon van een bankier, met wie hij vaak meeging op zakenreis. Hij had geen makkelijke jeugd, had een dominante vader, was te dik, werd vaak gepest en kreeg op zijn twintigste een ernstige oogziekte. Hij had last van minderwaardigheidsgevoelens en zou zijn leven lang lijden aan neurotische angsten. Hij studeerde enige tijd filosofie aan de Universiteit van Uppsala, reisde vervolgens een tijd lang door Europa en koos uiteindelijk voor het schrijverschap.
Bergman schreef vooral romans en toneelwerken, aanvankelijk in een realistische stijl. Hij nam vooral het leven van de bourgeoisie in provinciestadjes als thema en schetste op onbarmhartige wijze een aantal families die in verschillende werken steeds weer opduiken. De sfeer is somber, waarbij angstgevoelens, identiteitsverlies en gebrek aan wilskracht zich voortdurend manifesteren in grotesk-komische situaties. In de jaren twintig wordt zijn stijl meer berustend, afstandelijker, 'alsof ik reeds gestorven was' zei hij zelf ooit daarover. Bergman staat bekend als groot verteller en blinkt uit in karaktertekening en dialoog. Invloeden zijn herkenbaar van Dostojevski, Nietzsche en Freud.
Bergman was getrouwd met Kristina Lindberg, de dochter van acteur August Lindberg en schreef in 1923-1924 ook enkele scenario's in Hollywood. In zijn laatste jaren was hij ernstig verslaafd aan verdovende middelen. In zijn laatste roman, Clownen Jac (1930) geeft hij een beeld van het zelfdestructieve karakter van zijn leven. Hij overleed op nieuwjaarsdag 1931, 47 jaar oud, waarschijnlijk aan een overdosis morfine in combinatie met alcohol. Nooit is vast komen te staan of het een ongeval betrof of zelfmoord.